# TM NETWORK 40th Anniversary BOX
「TM NETWORK 40th Anniversary BOX」は、2024年1月17日にリリースされたTM NETWORKの完全限定BOX。40周年を記念して3枚組ボックスとして発売。販売元はよしもとミュージック。Disc 1はBlu-Ray、Disc 2とDisc 3はREMASTER CDとなっている。

## 内容
曲解説・タイアップ等はTM NETWORKや他のアルバムで解説しているため省略。

### Disc 1: LIVE IN NAEBA '03 -FORMATION LAP-
2004年2月20日発売。詳細はLIVE IN NAEBA'03 -FORMATION LAP-の項を参照。

### Disc 2: NETWORK™ -Easy Listening-
2004年3月24日発売。詳細はNETWORK™ -Easy Listening-の項を参照。

### Disc 3: SPEEDWAY
2007年12月5日発売。詳細はSPEED WAYの項を参照。
また上記3枚は同日に単品でも発売された。
BOX特典として、40ページのブックレットと、ライブチケットの先行申し込みシートが追加されている。また、店舗別でグッズも特典として追加されている。